# Identidades trans en Singapur
La historia y la subcultura que rodea a las personas transgénero en Singapur son sustanciales. Al igual que los derechos LGBT en el país en general, los derechos de las personas transgénero en Singapur también han evolucionado significativamente con el tiempo, incluidas varias leyes y actitudes públicas con respecto a los documentos de identidad, así como medidas antidiscriminación utilizadas por o relacionadas con las personas transgénero, en las áreas de empleo, educación, vivienda y servicios sociales, entre otras.
La cirugía de afirmación de género es legal en el país desde 1973, el primer país de Asia en legalizarla. Sin embargo, un ciudadano de Singapur solo puede cambiar su sexo legal después de someterse a una cirugía de afirmación de género, ser examinado físicamente por un médico competente (como un endocrinólogo o cirujano plástico) y comprobar que los genitales han sido completamente modificados. Un cambio en el marcador de género se aplica a la mayoría de los documentos gubernamentales, incluido el NRIC y el pasaporte, excluyendo solo el certificado de nacimiento (si el ciudadano nació en Singapur). En 1996, también se legalizó el matrimonio para las personas transgénero.

## Historia

### Servicio nacional
Las personas transgénero que se han sometido a una cirugía de reasignación de sexo (CRS) no necesitan cumplir con el Servicio Nacional. Sin embargo, debido a la dificultad de la transición temprana, solo un porcentaje muy pequeño de personas transgénero en Singapur se someten a una CRS antes de tener que ingresar al Servicio Nacional. Es posible que las personas transgénero estén exentas del Servicio Nacional a pesar de no someterse a una cirugía de reasignación de sexo. Sin embargo, esto depende principalmente del oficial médico a cargo y varía según el caso. En general, las mujeres transgénero que parecen mujeres cisgénero tienen una probabilidad mucho mayor de estar exentas.

### Cirugía de reasignación de sexo
La cirugía de reasignación de sexo en Singapur solo la realizan ginecólogos aprobados, como Shan Ratnam. La cirugía en los genitales se había realizado antes de 1971, pero solo para pacientes que tenían órganos reproductivos masculinos y femeninos.
La primera cirugía de reasignación de sexo, una cirugía de reasignación de sexo de hombre a mujer, se realizó en julio de 1971 en el Hospital Kandang Kerbau. La persona era una china singapurense de 24 años que, cuando era joven, se había vestido de mujer para mujer y, luego, en su adolescencia, había frecuentado la escena transgénero. Se sometió a un análisis psicológico por parte de psiquiatras para determinar si era apta para la cirugía y obtuvo la aprobación legal del Ministerio de Salud.
En 1974, Ratnam también dirigió un equipo de cirujanos que realizó la primera cirugía de reasignación de sexo de mujer a hombre en Singapur y, probablemente, la primera en el sudeste asiático, que también se ofreció en el Hospital Kandang Kerbau y en el Hospital Alexandra. Dos décadas después, se establecieron una Clínica de Identidad de Género (GIC) y una Clínica de Cirugía de Reasignación de Género en el Hospital Universitario Nacional, dirigida por Ratnam. Durante 30 años, Singapur fue uno de los líderes mundiales en cirugía de reasignación de sexo, y realizó más de 500 operaciones de este tipo.
A fines de la década de 1980, las autoridades solicitaron a los hospitales que detuvieran la cirugía de reasignación de sexo por temor a la exposición del VIH a los equipos quirúrgicos. La solicitud se detuvo posteriormente en 2001.
Desde 2013, ningún hospital público de Singapur ofrece cirugía de reemplazo hormonal. En 2014, The Straits Times, el principal periódico local, preguntó al Ministerio de Salud (MOH) por qué se detuvo la cirugía, y el MOH respondió que la cirugía no estaba subsidiada y se hacía con salvaguardas.
En 2024, el diputado del distrito electoral de representación del grupo Sengkang, Jamus Lim, preguntó al MOH durante la sesión del parlamento por qué se detuvo la cirugía de reemplazo hormonal en 2014 y si había planes para reanudarla, y el MOH respondió que todavía ofrecía cirugía de reemplazo hormonal para la atención médicamente necesaria y no estaba subsidiada.

### Transición como menor de edad
Se requiere el permiso de los tutores para que los menores de 21 años se sometan a la transición, pero la terapia de reemplazo hormonal no está disponible para los menores de 18 años. Cabe señalar que los menores en transición enfrentan desafíos en el sistema escolar, con una falta de adaptaciones para cuestiones como la elección del baño y los uniformes escolares.

### Reformas legales
En 1973, Singapur legalizó la cirugía de reasignación de sexo. Se instituyó una política para permitir que las personas transgénero postoperatorias cambiaran el género legal en su Tarjeta Nacional de Identidad (NRIC, por sus siglas en inglés), pero no en sus certificados de nacimiento y otros documentos derivados de ella. No había ninguna disposición específica en los estatutos que permitiera al Registrador hacer esto, por lo que probablemente existía solo a nivel de directiva de política.

### Matrimonio transgénero
Antes de 1996, Singapur legalmente no permitía el matrimonio transgénero, pero estaba permitido implícitamente antes de 1991. Antes de 1991, el Registro de Matrimonios (ROM, por sus siglas en inglés) solo verificaba el género de las parejas en función de su género legal registrado en el NRIC, que puede cambiarse después de una cirugía de reasignación de sexo exitosa.
En 1991, una mujer obtuvo con éxito la anulación de su matrimonio con su esposo después de no tener relaciones sexuales en su noche de bodas. Más tarde, descubrió que su esposo era transgénero y posteriormente solicitó el divorcio. Como respuesta, el ROM comenzó a exigir a las parejas que presentaran sus certificados de nacimiento (cuyos marcadores de género son inalterables) durante la declaración de su intención de casarse. A raíz del divorcio, un Tribunal Superior dictaminó ese mismo año que las personas transgénero no pueden casarse en Singapur.
En 1996, el ministro Superior de Estado para el Desarrollo Comunitario Ch'ng Jit Koon presentó un proyecto de ley ante el Parlamento de Singapur para modificar la Carta de la Mujer y reconocer, entre otros cambios, los matrimonios en los que participaran personas transgénero. El Ministro de Desarrollo Comunitario Abdullah Tarmugi dijo que la sentencia del Tribunal Superior de 1991 (Lim Ying v Hiok Kian Ming Eric) se había tenido en cuenta para la modificación durante una conferencia de prensa. Si se aprobaba la modificación, la persona que se hubiera sometido a un procedimiento de cambio de sexo sería considerada una persona del nuevo género y se le permitiría casarse con el nuevo género. El 24 de enero, el ministro de Desarrollo Comunitario Abdullah Tarmugi anunció que las personas transgénero postoperatorias podían casarse con cónyuges del sexo opuesto.